# Yabuta Teijirō
Yabuta Teijirō (japanisch 藪田 貞治郎; * 16. Dezember 1888, in Ōtsu, Präfektur Shiga; † 20. Juli 1977, Präfektur Tokio) war ein japanischer Agrochemiker, der als einer der Pioniere über Gibberelline forschte.

## Biografie
Yabuta Teijirō studierte an der Kaiserlichen Universität Tōkyō und wurde 1917 mit einer Arbeit über die Kojisäure promoviert. 1926 ging er Taiwan und arbeitete mit Eiichi Kurosawa zusammen. 1933 kehrte Yabuta nach Japan zurück und wurde Professor an der Universität Tōkyō. Kurz danach identifizierte er die Fusarinsäure (1934). 1935 konnte Teijirō Yabuta eine kristalline Substanz als Sekundärmetabolit aus dem Pilz Gibberella fujikuroi isolieren, die er daher „Gibberellin“ benannte. Dieser Pilz verursacht ein übermäßiges Wachstum bei jungen Reissetzlingen und ist für die Bakanae-Krankheit (馬鹿苗病, bakanae-byō, jap. für „verrückter-Setzling-Krankheit“) verantwortlich.
Yabuta wurde Mitglied der der Japanischen Akademie der Wissenschaften, erhielt 1943 der Preis der Akademie und wurde 1964 mit dem Kulturorden ausgezeichnet.